# Albert Gutterson
Albert Gutterson (Estados Unidos, 23 de agosto de 1887-7 de abril de 1965) fue un atleta estadounidense, especialista en la prueba de salto de longitud en la que llegó a ser campeón olímpico en 1912.

## Carrera deportiva
En los JJ. OO. de Estocolmo 1912 ganó la medalla de oro en el salto de longitud, llegando hasta los 7.60 metros, superando al canadiense Calvin Bricker (plata con 7.21 metros) y al sueco Georg Aberg (bronce con 7.18 metros).